# Гарриг (Тарн)
Гарри́г (фр. Garrigues, окс. Garrigas) — коммуна во Франции, находится в регионе Юг — Пиренеи. Департамент — Тарн. Входит в состав кантона Лавор. Округ коммуны — Кастр.
Код INSEE коммуны — 81102.

## География

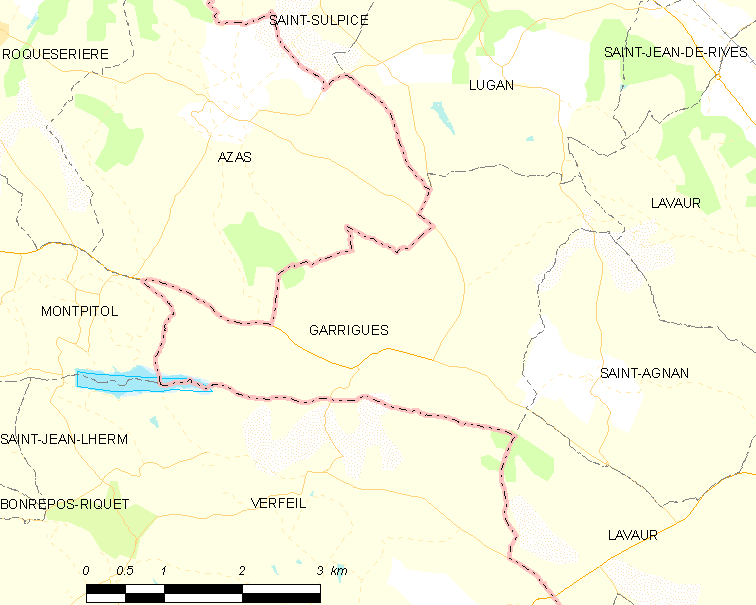
Карта коммуны

Коммуна расположена приблизительно в 580 км к югу от Парижа, в 25 км северо-восточнее Тулузы, в 45 км к юго-западу от Альби.
На западе коммуны расположено озеро Ларагу.

## Климат
Климат умеренно-океанический. Зима мягкая и дождливая, лето жаркое с частыми грозами. Ветры довольно редки.

## Население
Население коммуны на 2010 год составляло 287 человек.
| 1962 | 1968 | 1975 | 1982 | 1990 | 1999 | 2010 |
| ---- | ---- | ---- | ---- | ---- | ---- | ---- |
| 128  | 126  | 116  | 153  | 154  | 213  | 287  |

## Администрация
| Период | Период | Фамилия       | Партия | Примечания |
| ------ | ------ | ------------- | ------ | ---------- |
| 1965   | 1983   | Антонен Лоран |        |            |
| 1983   | 2001   | Жерар Желис   |        |            |
| 2001   | 2020   | Бернар Болон  |        |            |

## Экономика
В 2007 году среди 200 человек в трудоспособном возрасте (15—64 лет) 153 были экономически активными, 47 — неактивными (показатель активности — 76,5 %, в 1999 году было 73,0 %). Из 153 активных работали 144 человека (77 мужчин и 67 женщин), безработных было 9 (2 мужчин и 7 женщин). Среди 47 неактивных 16 человек были учениками или студентами, 16 — пенсионерами, 15 были неактивными по другим причинам.